# Dance-Charts
Dance-Charts ist ein deutschsprachiges Online-Magazin, das 2008 von den Musik-Produzenten und Journalisten Sebastian Wernke-Schmiesing und Axel Jäger gegründet wurde. Es setzt sich mit Neuigkeiten aus der Musikwelt auseinander. Die Seite ist insbesondere auf den Bereich der Dance- und House-Musik spezialisiert. Auch die Bemusterung neuer Lieder wird im Rahmen eines DJ-Promotion-Portals angeboten. Zudem sind zahlreiche aktuelle Chart-Listen abrufbar. Die Webseite ist aufgrund des gemeinsamen Interesses als Gesellschaft bürgerlichen Rechts (GbR) organisiert.

## Geschichte
Gegründet wurde die Seite am 16. April 2008 als ein Musik-Chart-Portal mit angeschlossener DJ-Bemusterung. User können sich kostenlos registrieren und wöchentlich ihre persönlichen Charts abgeben. Die Dance-Charts wurden bis 2012 auf 200 Positionen erhoben und am darauffolgenden Montag veröffentlicht. Im Mai 2014 wurden weitere Charts für diverse Sub-Genres der House-Musik eingeführt, zu denen unter anderem die Electro- und Deep-House- sowie auch Pop- und Hands-Up-Top-Listen zählen. Seit Oktober 2014 werden die „Dance-Charts“ und die jeweiligen Sub-Charts am Freitag veröffentlicht.
Im Juni 2012 erfolgte ein Relaunch der Seite. Im Zuge dessen wurde das Portal als ein Online-Magazin ausgebaut, in dem täglich Artikel aus dem Musikbusiness erscheinen. Neben Artikeln aus der Musikwelt wurden Interviews im Namen der Webseite durchgeführt, Events, Lieder und Konzerte rezensiert und viele weitere neue Kategorien eingeführt. Weiterhin wurden die Charts mit dem Relaunch auf 100 Positionen verkürzt und der Abruf von Top-10 der Single-Charts anderer Länder ermöglicht. Mittlerweile kann man auf der Seite ein Benutzerkonto eröffnen. Mit der Registrierung werden die Optionen freigestellt, neue Lieder zu „bemustern“, Charts zu tippen und sich für den DJ-Pool zu bewerben.
Eine wöchentliche Web-TV Sendung namens Dance-Charts TV wurde zwischen Oktober 2014 und 2016 realisiert. Anders als diverse andere Web-Shows wird das Format lediglich auf der eigenen Webseite und nicht auf Videoplattformen wie YouTube geteilt. In den Folgen informierte der Moderator Sinan Kurtulus über relevante Nachrichten aus der Musikbranche sowie Neuerscheinungen. Des Weiteren bietet sich auch die Möglichkeit, dem Online-Magazin auf zahlreichen Social-Media-Plattformen zu folgen. So werden die Leser auf Facebook täglich über neue Artikel informiert, Toplisten geteilt und teils live von Festivals gesendet. Auf Twitter wird unter anderem die Kategorie des „Tracks of the day“ angeboten und seit Juli 2016 existiert zudem eine Spotify-Playlist, in der die aktuellen Dance-Charts aufgeführt sind.
Der Eigentümer Sebastian Wernke-Schmiesing ist Teil des, von Dance-Charts unterstützen, Podcasts „Die Klangküche“, welcher auf dem Youtube-Kanal von Futorial veröffentlicht wird. Neben Wernke-Schmiesing ist dort auch der Produzent Sinan Kurtulus und Sebastian Schilde Teil des Assembles.

### Kategorien
Die Themengebiete der einzelnen Artikel lassen sich in unterschiedliche Kategorien mit verschieden hoher Veröffentlichungsfrequenz aufteilen. Es folgt eine Auflistung einiger Themengebiete:
- Boulevard-Themen (Aktuelles aus der Musikbranche)
- Interviews
- Kolumnen (Ausarbeitung aktueller oder allgemeiner Themen aus der Musikwelt)
- Künstlerbiografien
- Neuveröffentlichungen (Rezensionen und Beschreibungen einzelner Lieder oder Alben)
- Top-10-Artikel (Ranglisten zu verschiedenen Themen)
- Zeitlose Berichte (Artikel, die nicht an derzeitige Geschehnisse gebunden sind)

## DJ-Pool
Der DJ-Pool existiert seit Gründung der Seite im Jahr 2008. Seitdem wird Plattenfirmen und anderen Künstlern die Möglichkeit geboten, ihre Musikstücke zu bewerben. Durch die DJ-Promotion über die Webseite erreichen Labels zum einen DJs, die die Titel möglicherweise in ihren Sets, sowohl auf Liveauftritten als auch in Podcast-Folgen auf verschiedenen Musikplattformen spielen, wie auch potentielle Hörer und Käufer von Dance-Musik. Den DJs werden die Lieder für den Support frei zur Verfügung gestellt, den Nicht-DJs werden neben einer 30 Sekündigen Preview mehrere Links zu unterschiedlichen Online-Musikdiensten angeboten. Im Rahmen einer DJ-Promotion erhalten die Kunden eine statistische Auswertung, differenziert nach DJs und Nicht-DJs.

## Redaktion
Neben den beiden Gründern der Seite Sebastian Wernke-Schmiesing und Axel Jäger ist die Redaktion über die Jahre gewachsen. Die Mitglieder, die bereits Teil des Teams sind, sowie auch die stetig gesuchten Autoren erfordern keinerlei Berufserfahrung in dem Bereich Journalismus. Da auch die Zielgruppe überwiegend Schüler und Studenten anpeilt, werden auch diese für den Eintritt in das Team beworben. Die freien Autoren können sich den Bereich, über den sie berichten wollen, sei es eine spezielle Kategorie, ein besonderer Künstler oder auch ein einzelnes Themengebiet, selbst wählen.

### Mitglieder
- Vitus Benson (seit 2013; Freier Autor)
- Marco Boehm (seit 2014; Freier Autor)
- Timo Büschleb (seit 2015; Freier Autor)
- Patrick Butz (seit 2013; Freier Autor)
- Michael Diepold (seit 2015; Freier Autor)
- Henry Einck (seit 2015; Freier Autor)
- Abel Haile (seit 2016; Freier Autor)
- Nicolas Heine alias Nick Otronic oder Neptunica (seit 2016; Freier Autor)
- Axel Jäger alias Alex Megane oder Calmani & Grey (seit 2008; Redakteur)
- Simon Kreß alias Nepreno (seit 2016; Freier Autor)
- Peter Kruppa (seit 2019; Freier Autor)
- Sinan Kurtulus alias Gimbal & Sinan, Tavengo oder Crooper (seit 2014)
- Daniel Leinen (seit 2016; Freier Autor)
- Jens Ophälders alias Jens O. oder The Real Booty Babes (seit 2017; Freier Autor)
- Jannik Pesenacker (seit 2018; Freier Autor)
- Manuel Probst (seit 2018; Freier Autor)
- Sebastian Wernke-Schmiesing alias Marc van Damme oder Calmani & Grey (seit 2008; Chefredakteur)
- Alexander Stahl alias Steel (seit 2017; Freier Autor; Lektorat)
- Jonas Vieten (seit 2017; Freier Autor; Lektorat)
- Maximilian Wild (seit 2015; Freier Autor)